# Ryft

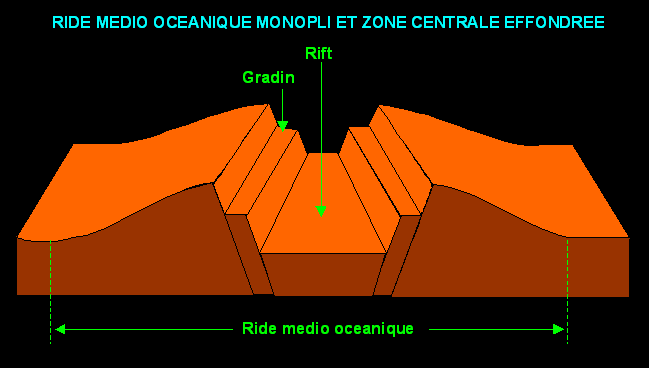
Ryft

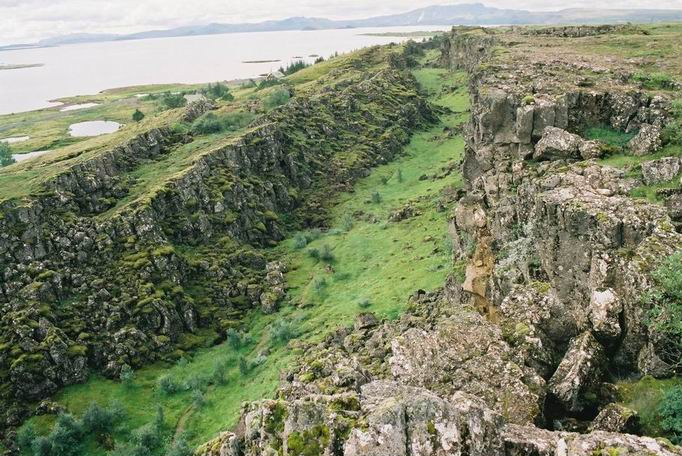
Ryft na Islandii

Ryft − typ rowu tektonicznego o rozciągłości setek lub nawet tysięcy kilometrów, ograniczony równoległymi do siebie uskokami normalnymi.
Powstaje na skutek rozciągnięcia się skorupy ziemskiej, które jest powodowane przez wznoszenie się rozgrzanej materii płaszcza ziemskiego. Ryfty występują w obrębie kontynentów (ryfty śródkontynentalne), gdzie mogą wskazywać miejsce ich przyszłego rozpadu i wzdłuż grzbietów śródoceanicznych, gdzie są strefą wydobywania się magmy na powierzchnię i rozszerzania dna oceanicznego (spreading). Towarzyszą im wyraźne obniżenia terenu, doliny ryftowe.

## Przykłady
- Wielkie Rowy Afrykańskie
- Ryft Morza Czerwonego
- Ryft jeziora Témiscamingue
- strefa ryftowa obejmująca Zatokę Koryncką
- Rów Górnoreński

Aktualnie obserwuje się tworzenie nowego ryftu na terytorium Etiopii, na północy regionu Afar, w miejscu zbiegu płyt tektonicznych: afrykańskiej, arabskiej i somalijskiej. Doszło tam do ogromnego pęknięcia skorupy ziemskiej. Zjawisko zapoczątkowane zostało we wrześniu 2005 r. serią niewielkich wstrząsów sejsmicznych oraz erupcją wulkanu koło Dabbahu, po których na powierzchni terenu pojawiło się kilkanaście niepozornych pęknięć ziemi. W 2009 r. stale powiększająca się szczelina główna osiągnęła 60 km długości, głębokość jej waha się od 2 do 12 km, a krawędzie oddalone są od siebie na całej jej długości średnio o 5 m.